# Hemicloea sublimbata
Hemicloea sublimbata är en spindelart som beskrevs av Simon 1908. Hemicloea sublimbata ingår i släktet Hemicloea och familjen plattbuksspindlar.
Artens utbredningsområde är Western Australia. Inga underarter finns listade i Catalogue of Life.